# Bactrocera absona
Bactrocera absona är en tvåvingeart som först beskrevs av Erich Martin Hering 1941. Bactrocera absona ingår i släktet Bactrocera och familjen borrflugor.
Artens utbredningsområde är Myanmar. Inga underarter finns listade.